# 富田浦站
富田浦站（日语：／ Tomidaura eki */?）是位於德島縣德島市（現時為勝鬨橋一丁目），鐵道省小松島線的鐵路車站（廢站）。在此站營運當時，所屬路線為小松島線，但是在廢站後，該路線變為牟岐線區間。

## 歷史
- 1934年（昭和9年）9月20日：車站啟用[1]。
- 1941年（昭和16年）8月1日：車站被廢除[1]。

## 現狀
由於車站在昭和初期已經廢除，因此月台等車站設備全部已經被撤走。

## 相鄰車站
鐵道省
小松島線
德島－富田浦－二軒屋

## 注腳
1. 1 2 3 4  石野哲（編）.  初版. JTB. 1998-10-01: 658. ISBN 978-4-533-02980-6 （日语）.

## 相關項目
- 日本鐵路車站列表 To
- 阿波富田站 - 牟岐線的車站。在此站廢除約45年後的1986年（昭和61年）11月1日，於此站鄰近位置開設。